# يورك

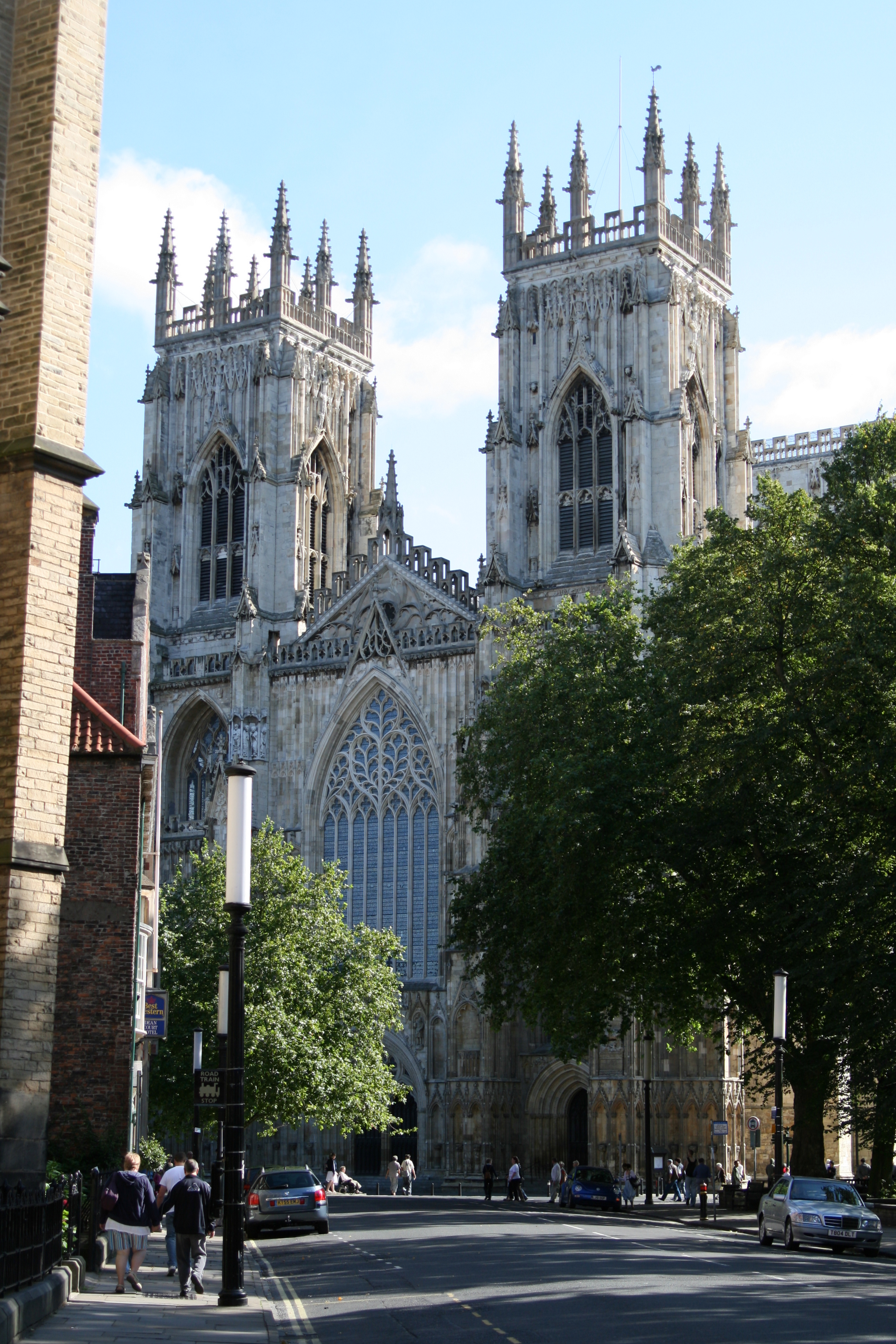
منظر لمدينة يورك البريطانية

يورك (بالإنجليزية: York) هي مدينة كاتدرائية في شمال يوركشاير بإنجلترا، ذات أصول رومانية، وتقع عند التقاء نهري أوز وفوس. وهي مركز مدينة لمقاطعة يوركشاير. تحتوي المدينة على العديد من المباني التاريخية والهياكل الأخرى، مثل الكاتدرائية، والقلعة، وأسوار المدينة. تعتبر يورك أكبر مستوطنة والمركز الإداري لمنطقة مدينة يورك الكبرى.
تأسست المدينة تحت اسم «إيبوراكم» في عام 71 ميلادي. وأصبحت فيما بعد عاصمة لمقاطعة «بريتانيا إنفيريو» الرومانية، ولاحقًا لممالك ديرا ونورثمبريا ويورك الإسكندنافية. في العصور الوسطى، أصبحت مركزًا للمقاطعة الكنسية الشمالية لإنجلترا، ونمت كمركز لتجارة الصوف. في القرن التاسع عشر، أصبحت يورك مركزًا رئيسيًا لشبكة السكك الحديدية ومركزًا لتصنيع الحلويات. في الحرب العالمية الثانية، قصف جزء من غارات بيديكر بليتز المدينة. وعلى الرغم من أن يورك كانت أقل استهدافًا خلال الحرب مقارنة بالمدن الشمالية الصناعية، غير أن العديد من المباني التاريخية تعرضت لأضرار جسيمة، واستمر ترميمها حتى ستينيات القرن العشرين.
كانت المدينة تُدار تاريخيًا كمقاطعة مستقلة، ولم تكن مدرجة في نظام تقسيم المقاطعات. منذ ذلك الحين، تقع المدينة تحت غطاء إقليم محلي، إقليم حضري، ومنذ عام 1996 تقع تحت غطاء منطقة غير حضرية (مدينة يورك)، والتي تشمل أيضًا القرى والمناطق الريفية المحيطة وبلدة هاكسباي. المجلس المحلي للمنطقة الحالية هو المسؤول عن توفير جميع الخدمات والمرافق المحلية في جميع أنحاء هذه المنطقة. بلغ عدد سكان التجمعات السكنية في يورك 141,685 نسمة وفقًا لإحصاء سكان المملكة المتحدة لعام 2021، وكان عدد سكان المدينة الكبرى (منطقة الحكومة المحلية) 202,800 نسمة، بزيادة 2.4% مقارنة بتعداد عام 2011.

## التاريخ

### التاريخ المبكر
تشير الأدلة الأثرية إلى أن شعوب العصر الحجري الأوسط استقروا في منطقة يورك بين عامي 8000 و7000 قبل الميلاد، على الرغم من أنه ليس من المعروف ما إذا كانت مستوطناتهم دائمة أو مؤقتة. بحلول وقت الغزو الروماني لبريطانيا، كانت المنطقة محتلة من قبل قبيلة معروفة لدى الرومان باسم «البريغانتس». أصبحت منطقة البريغانتس القبلية في البداية دولة عميلة للرومان، ولكن لاحقًا أصبح زعماؤها أكثر عداءً وتم إرسال الفيلق التاسع الروماني شمال نهر همبر إلى أراضي البريغانتس.
تأسست المدينة في عام 71 ميلادي، عندما غزا الفيلق التاسع قبيلة البريغانتس وأنشأ حصنًا عسكريًا خشبيًا على أرض مستوية فوق نهر أوز بالقرب من التقاءه بنهر فوس. كان الحصن، الذي أُعيد بناء جدرانه بالحجارة بواسطة الفيلق السادس الذي تمركز هناك بعد الفيلق التاسع، يغطي مساحة 50 فدانًا (20 هكتارًا) وكان يقطنه 6 آلاف جندي فيلق. يقع موقع الـ«برينسيبيا» (مقر القيادة) للحصن تحت أساسات كاتدرائية يورك، وكشفت الحفريات في السراديب عن جزء من الهيكل الروماني والأعمدة.
عقد الأباطرة هادريان، سبتيميوس سيفيروس، وكونستانتيوس الأول بلاطهم في يورك خلال حملاتهم المختلفة. خلال إقامته في الفترة بين 207-211 ميلادي، أعلن الإمبراطور سيفيروس يورك عاصمة لمقاطعة «بريتانيا إنفيريور»، ومن المرجح أنه هو من منح يورك امتيازات أن تكون «مستعمرة» أو مدينة. توفي قسطنطينيوس الأول في عام 306 ميلادي خلال إقامته في يورك، وتم إعلان ابنه قسطنطين العظيم إمبراطورًا من قبل القوات المتمركزة في الحصن. في عام 314 ميلادي، حضر أسقف من يورك مجلس آرل لتمثيل المسيحيين من المقاطعة.
كانت المستعمرة والحصن الرومانيين على أرض مرتفعة، لكن بحلول عام 400 ميلادي أصبحت المدينة ضحية للفيضانات العرضية من نهري أوز وفوس، وانخفض عدد السكان. تراجعت يورك في الفترة ما بعد الرومانية، واستولى عليها واستقر فيها شعوب الأنغلز في القرن الخامس.
بدأ استصلاح أجزاء من المدينة في القرن السابع تحت حكم الملك إدوين من نورثمبريا، وأصبحت يورك عاصمته الرئيسية. تم بناء أول كنيسة من الخشب في يورك لتعميد إدوين في عام 627، وفقًا لما ذكره القديس بيدي الموقر. أمر إدوين بإعادة بناء الكنيسة الخشبية الصغيرة بالحجر؛ لكنه قُتل في عام 633، وترك مهمة إكمال الكنيسة الحجرية لخليفته أوزوالد. في القرن التالي، جاء ألكوين من يورك إلى مدرسة الكاتدرائية في يورك. لقد كان له مسيرة طويلة كمعلم وعالم، أولًا في المدرسة في يورك التي تعرف الآن باسم مدرسة القديس بطرس، التي تأسست في عام 627 ميلادية، ولاحقًا كمستشار رئيسي لشارلمان في الشؤون الكنسية والتعليمية.
في عام 866، كانت نورثمبريا في خضم صراعات داخلية عندما غزاها الفايكنغ واستولوا على يورك. كانت يورك باعتبارها مدينة مزدهرة في العصر الأنغلو ساكسوني ومركز اقتصادي مزدهر، هدفًا واضحًا للفايكنغ. بقيادة إيفار الكسيح وهالفدان، هاجمت القوات الاسكندنافية المدينة في عيد جميع القديسين. أثبت شن الهجوم في يوم مقدس أنه خطوة تكتيكية فعالة – حيث كان معظم زعماء يورك في الكاتدرائية، تاركين المدينة عرضة للهجوم وغير مستعدة للمعركة.
بعد احتلالها، تم تغيير اسم المدينة من الاسم الساكسوني إيوفوروك إلى يورفيك. أصبحت عاصمة الأراضي الفايكنغية في بريطانيا، وفي ذروتها كانت تضم أكثر من 10,000 نسمة، مما جعلها ثاني أكبر مدينة بعد لندن في بريطانيا العظمى. أثبتت يورفيك أنها مركز اقتصادي وتجاري مهم للفايكنغ. تم سك العملة النورسية في دار سك النقود في يورفيك، وقد وجد علماء الآثار أدلة على وجود مجموعة متنوعة من ورش الحرف اليدوية حول منطقة كوبرغيت المركزية في المدينة. تُظهر هذه الورش أن إنتاج النسيج، وصناعة المعادن، والنحت، وصناعة الزجاج، وصناعة المجوهرات كانت تمارس جميعها في يورفيك. وقد تم اكتشاف مواد من أماكن بعيدة مثل الخليج الفارسي، مما يشير إلى أن المدينة كانت جزءًا من شبكة تجارية دولية. تحت حكم الفايكنغ أصبحت المدينة ميناءً نهريًا رئيسيًا، وجزءًا من طرق التجارة الفايكنغية الواسعة في شمال أوروبا. تم طرد إريك بلوداكس، آخر حاكم مستقل لجيهرف أوتك، من المدينة عام 954 بعد الميلاد من قبل الملك إيدريد في اثناء محاولته الناجحة لإكمال توحيد إنجلترا.

## المعالم

مدينة يورك البريطانية كما تبدو من سور المدينة القديم وتبدو من خلالها كدرائية يورك

وتعج مدينة يورك بالمعالم السياحية التي تتمثل بكاتدرائية يورك مينستر الشهيرة ومتحف السكة الحديدية ومتحف قلعة يورك ومركزجورفيك وحصن كليفورد وزنزانة يورك.
وتتمتع يورك بشوارع معبدة للمشاة حيث يسهل على الزوار اكتشافها سيرا على الأقدام، أضف إلى ذلك الزخم الوافر من برامج الجولات السياحية في المواقع الأثرية والمطاعم المطلة على الأنهار وعبر تاريخ السكك الحديدية وجولات التسوق التي في أكثر من 2000 محل تجاري.
كما تشتهر يورك بمهرجاناتها التي تقام على مدار السنة وأنشطتها الرياضية أهمها بطولة سباق الخيول. ومع وفرة من الفنادق، تصبح يورك نقطة انطلاق مناسبة جدا.

## التعليم

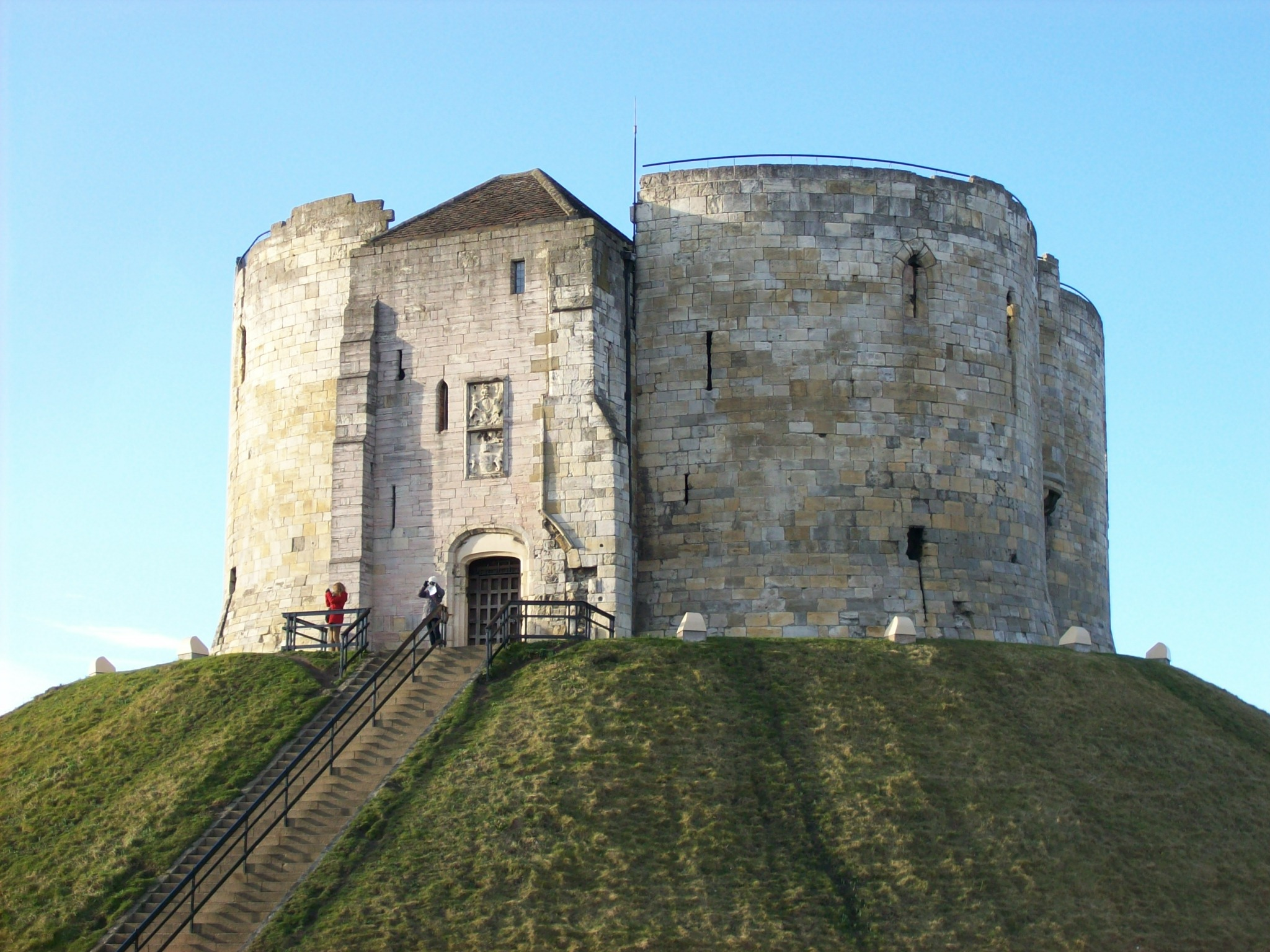
برج كليفورد

تضم المدينة جامعة يورك التي تأسست عام 1963 ، وتضم أيضا كلية يورك. 

## التوأمة
أعلنت يورك ومدينة مونستر الألمانية في عام 1958 صداقتهما كبادرة أولى للتصالح بعد الحرب العالمية الثانية ، تشترك المدينتان تاريخيا من خلال القديس لودغر، الذي وضع حجر الأساس لمونستر عبر تأسيس دير هناك، وكان قد تلقى تعليمه في مدرسة الكاتدرائية في يورك من قبل. العنصر المركزي في الشراكة هو تبادل الزيارات الطلابية، إضافة إلى تنامي التواصل منذ سنة 1961 عبر اتصالات بين الجمعيات والرابطات والجماعات المختلفة وبعض عائلات المدينتين. ويمثل اتفاق التعاون بين جامعتي يورك ومونستر أحد أبرز وجوه التواصل بين المدينتين منذ عام 1996.و من خلال الاساطير البريطانية . مدينة يورك هي مدينة روبن هود.

## أعلام
- ليندلي موراي
- روبرت آسك
- كريستوفر هيل
- وليام إيتي
- ديفيد ديفيس
- ويستن هيو أودن
- جودي دينش
- دون ويلسون
- جون غودريك
- أرنولد توينبي